# NGC 7394
NGC 7394 في الفهرس العام الجديد، هي مجرة، تقع في كوكبة العظاءة. اكتشفت في 12 سبتمبر 1829 بواسطة جون هيرشل.

## روابط خارجية
- NGC 7394 على موقع ويكي سكاي: DSS2, SDSS, GALEX, IRAS, Hydrogen α, X-Ray, Astrophoto, Sky Map, Articles and images